# Tomy Tutor
Der Tomy Tutor ist ein 16-Bit-Heimcomputer des japanischen Spielwarenherstellers Takara Tomy. Er wurde unter den Namen Pyuuta und Tutor vertrieben.

## Geschichte
Der Heimcomputer erschien 1982 in Japan auf den Markt. Die Produktion übernahm Matsushita. Im Vereinigten Königreich wurde er als Grandstand Tutor vermarktet. Dort und in den USA kam er erst 1983 in die Geschäfte. Insgesamt war dem System kein größerer Erfolg beschieden.

### Nachfolgermodelle
Der Nachfolger Pyuuta Mark 2 (auch Tutor MK II) mit einer vollwertigen Schreibmaschinentastatur kam 1984 nur in Japan auf den Markt. Weiterhin erschien eine Spielkonsole unter den Namen Pyuuta Jr.

## Hardware
Die Systemarchitektur ähnelt der des Texas Instruments TI-99/4A, was eine gewisse Kompatibilität mit sich bringt. Jedoch ist die CPU eine andere als beim Vorbild, welche einen Texas Instruments TMS9900 besitzt.

### Technische Daten
- VDP: Texas Instruments TMS9918; Auflösung 256 × 192 Pixel, 16 Farben, 4 Sprites (einfarbig)
- VRAM: 16 KB
- ROM: 32 KB
- Sound: 3 Kanäle (2 Musik, 1 Noise), 8 Oktaven
- Anschlüsse: Joystick (D-Sub "Atari", 9 Pin), RF, Composite Video, I/O, KassettenrekorderMainboard des Tomy Tutor

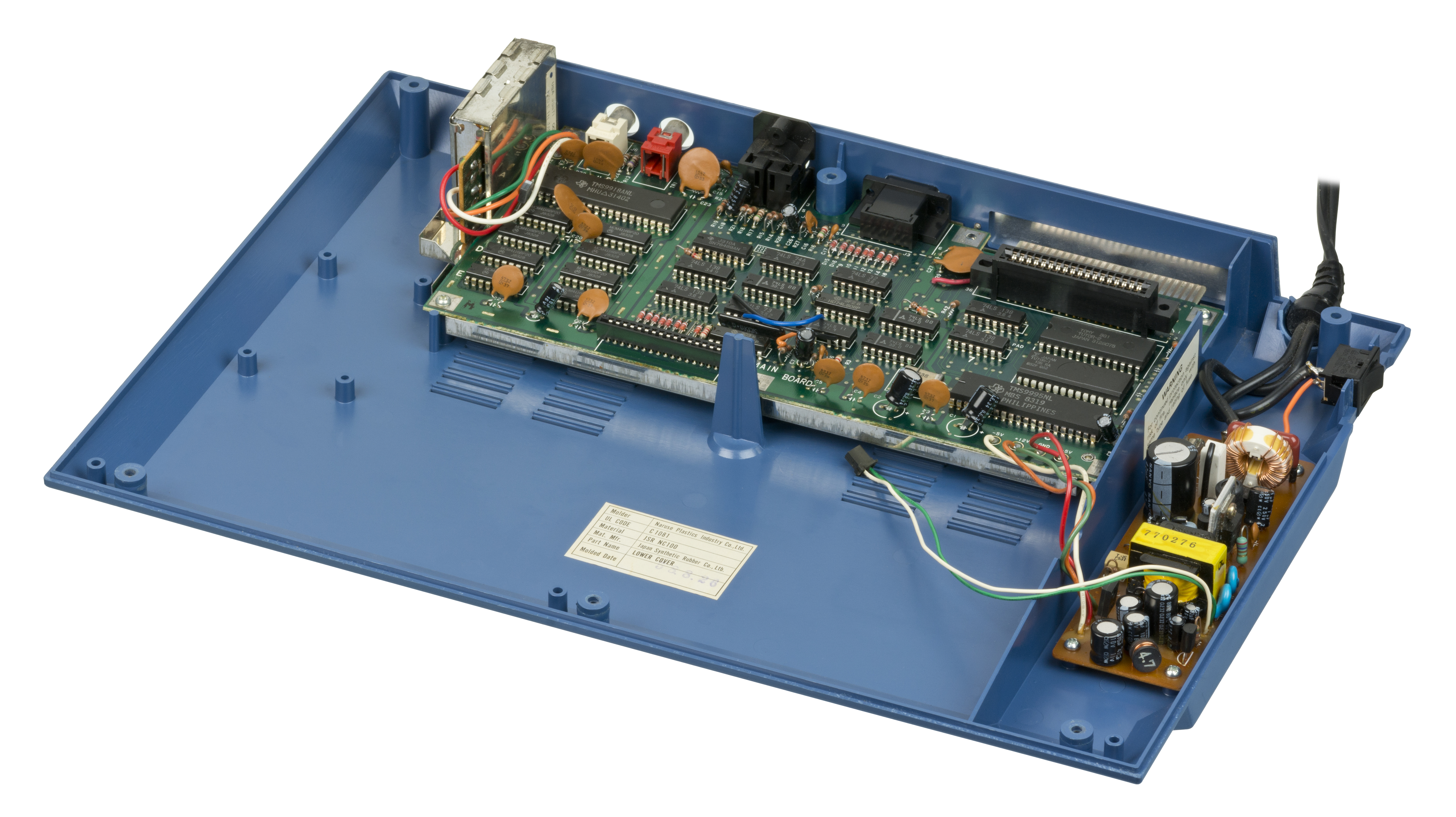
Mainboard des Tomy Tutor

## Software

### Programme
Wie bei den meisten Heimcomputer der Zeit hatte auch der Tutor/Pyuuta einen eigenen BASIC-Dialekt, "nihongo basic" mit Zeichensatz für Kanji. Die Programmiersprachen GBASIC und Tomy Basic wurden nur außerhalb Japans implementiert. In allen Geräten war Tomy Paint installiert.

### Spiele
Während der recht kurzen Präsenz auf den Märkten erschienen einige wenige Spiele, darunter Umsetzungen bekannter Arcade-Automaten:
- Frogger
- Mr. Do!
- Pooyan
- Scramble[3]

## Emulation
Auf dem C64 erschienen mit Tutti (TUTor Tiny Implementation) und Tutti II Emulatoren. Im Mai 2003 erschien ein auf SDL basierender Emulator für Microsoft Windows. Auch in MAME kann der Tomy Tutor nachgebildet werden.